# El Puchero del Hortelano
Gli El Puchero del Hortelano sono stati un gruppo spagnolo originario di Granada, in Andalusia.

## Storia del gruppo
Gli El Puchero del Hortelano nascono nel 1998 grazie all'iniziativa di un gruppo di studenti della Facoltà di Educazione Musicale dell'Università di Granada. Nello stesso anno iniziano ad esibirsi in alcuni locali ed in alcuni festival, e da queste performance nasce una demo che riscuote un successo inaspettato, vendendo circa 3500 copie e permettendo al gruppo di ricevere numerosi riconoscimenti, tra i quali si ricorda il Lagarto Rock di Jaén.
Grazie ad una etichetta di Granada, la Producciones Peligrosas, iniziano la registrazione del loro primo album, Aficiones, che esce nel 2000 e che, all'interno del Premio della Musica Andalusa riceve due nomination, rispettivamente per la Miglior Canzone e il Miglior Album Crossover (Flamenco Fusión). Questa partenza di slancio è seguita da una lunga serie di concerti e nel 2002 dal secondo album del gruppo, Once Temas de Conversación, con il quale gli El Puchero del Hortelano hanno il loro primo contatto con il mondo del cinema. Il brano Bulerias del autobús viene inserito nella colonna sonora del film La buena voz di Antonio Cuadri e altre due canzoni trovano posto nelle musiche di 7 vírgenes, un'opera di Alberto Rodríguez che ha concorso nel 2006 per il Premio Goya.
Nel 2003 decidono di spostare la propria attività in Catalogna, dove nel frattempo si sono stabiliti alcuni membri del gruppo che, venendo a contatto con i musicisti locali conoscono in chitarrista flamenco Carles Lloveras. Proprio grazie a quest'ultimo, oramai entrato a far parte in pianta stabile della formazione, si propongono ad una nuova etichetta, la Fourni Producciones Sonores, che nel 2005, pubblica il loro terzo disco, Candela.
In questo album, registrato a Barcellona e mixato a Granada, scompaiono le sonorità elettriche presenti nelle prime due opere e proprio questa ricerca di maggiore purezza del suono permette loro di ricevere delle ottime recensioni da parte della stampa nazionale e di essere proiettati verso un pubblico molto più vasto di quello abituale. Alla fine dell'anno il disco avrà venduto più di 5000 copie e dal sito ufficiale del gruppo saranno stati effettuati più di 250000 downloads.
Nell'ottobre del 2007 è uscito il loro quarto album, Harumaki, che stilisticamente continua il percorso intrapreso nel disco precedente ed è testimone di una crescita e di una cura delle sonorità sempre maggiore. Il 10 marzo del 2009 esce il loro primo album live, Directo, accompagnato anche da un DVD dei concerti.
Nel 2013 presentano il loro quinto album, 2013, accompagnato dall'uscita del singolo Hay días (2013), scritto in collaborazione con la band argentina Bersuit Vergarabat.

## Formazione
Formazione attuale
- Antonio Arco - voce e chitarra
- J. Pablo Fernandez - basso
- Jorge Cobo - cajón e cori
- J. Antonio Garcia - sassofono e cori
- Juan C. Camacho - tromba, percussioni e cori
- Patricia Ramos - chitarra flamenca

## Discografia
- 2000 - Aficiones
- 2002 - Once Temas de Conversación
- 2005 - Candela
- 2007 - Harumaki
- 2009 - Directo
- 2010 - El tiempo de Manuel
- 2013 - 2013